# Staten Island Institute of Arts & Sciences
Staten Island Institute of Arts & Sciences, Staten Island, New York i USA, är ett museum med utställningar och experiment. Museet visar upp både naturvetenskap och kultur från Staten Island med omnejd.